# Meliha İsmailoğlu
Meliha İsmailoğlu (Gradačac, 17 de setembre de 1993) és una jugadora de voleibol turca d'ascendència bosníaca. El 2019 juga pel Vakıfbank d'Istanbul. També juga a la selecció turca, tant de pista com de platja.